# КВ-6
КВ-6 з баштами КВ-1 з установкою вогнемета — радянський важкий вогнеметний танк періоду Другої світової війни.

## Історія створення
Раніше вогнеметними танками використовувались Т-26, однак слабке бронювання робило їх вразливими на полі бою.
Перший варіант вогнеметного КВ був розроблений вже влітку 1941 року. В застарілій літературі його називають КВ-6, що документами не підтверджується. Під таким індексом мав випускатися Т-220 у Челябінську. Від КВ-1 його відрізняли наявністю вогнемета АТО-41 замість кулемета ДТ, та 110-літровим баком з вогнесумішею, розміщеною у бойовому відділенні.
Було організовано випуск цих машин на Кіровському заводі, але через блокаду Ленінграда випустили обмежену серію. Було закладено 10 корпусів, проте на завод надійшло лише 4 вогнемети АТО-41. Усього у вересні 1941 року було виготовлено три нові танки (№№ 5156—5158, плюс одна ремонтна) . У Відомості відвантажень вони іменувалися «Танк КВ-6 з баштами КВ-1 з установкою вогнеметів та з моторами В-2К». 13 вересня їх відправили на Московський фронт. 7 корпусів, що залишилися, були закінчені як лінійні танки з латками на місці амбразур. Усі 4 машини надійшли до сформованої у вересні 1941 року в Москві 124-ї танкової бригади полковника М. Батьківщини. Вже до середини жовтня всі машини було втрачено, причому одна стала німецьким трофеєм. У складі 58-ї піхотної дивізії у березні 1942 року танк брав участь у боях за М'ясний Бор.